# Сосновская, Надежда Андреевна
Надежда Андреевна Сосновская (урожд. Дудникова; род. 15 февраля 1950, Москва) — советская и российская поэтесса, бард, автор более трёхсот песен, переводчица.

## Биография
Раннее детство провела в Москве и Крыму. С 1957 года жила и училась в школе в Севастополе, с 1958 года — в Феодосии. В 1967 году закончила феодосийскую среднюю школу № 5. Закончила 5 классов музыкальной школы по классу фортепиано. В 1968 году поступила на англо-немецкое отделение факультета иностранных языков Коломенского государственного педагогического института (ныне МГОСГИ) и в 1973 году окончила институт.
С 1976 по 1987 годы работала переводчиком в отделе научной информации НИИ туберкулёза Минздрава РСФСР (ныне Национальный исследовательский медицинский центр фтизиопульмонологии и инфекционных заболеваний). Стала соавтором Словаря труднопереводимых терминов и сокращений во фтизиатрии и пульмонологии (М., 1987).
С 1987 года — участница творческого объединения «Театр авторской песни», с 1988 года — участница творческого объединения «Первый круг» вместе с такими авторами как Андрей Анпилов, Владимир Бережков, Владимир Капгер, Михаил Кочетков, Виктор Луферов, Александр Мирзаян и Александр Смогул.

### Семья
- Дед — Булкин Александр Константинович (1891—1954) — кандидат медицинских наук, лепролог.
- Отец — Дудников Андрей Андреевич, (1914—2006) — капитан I ранга, подводник, ветеран ВОВ.
- Мать — Булкина Нина Александровна (1915—1956) — химик-технолог.
- Сын — Сосновский Александр Олегович (1974—2017) — веб-дизайнер, музыкант, автор музыки ряда песен Надежды Сосновской.
- Сын — Сосновский Павел Анатольевич (р. 1984) — музыкант, окончил Московский колледж импровизационной музыки по классу ударных инструментов, создатель экспериментальной инструментальной музыки.

## Творческая деятельность
В школьные годы начала писать стихи и песни. С песней «Крымская зима» вокальный квартет школы № 5 стал лауреатом областного фестиваля искусств в Симферополе. В институте была президентом факультетского клуба «Гаудеамус», сочиняла песни и сценарии для «капустников». Песня «Отстучали поезда по рельсам» является гимном факультета иностранных языков МГОСГИ.
Дипломант и лауреат московских конкурсов и фестивалей авторской песни (1978—1980). Участница телепередач «Гнездо глухаря», «Домашний концерт» и др. В 2008 году на Первом канале песня Надежды Сосновской «Колыбельная после карнавала» («Отгорел фейерверк») звучала в заставке телесериала «Принцесса цирка» в исполнении Юлии Николиной.
Выпустила 7 компакт-дисков.
Автор пяти поэтических сборников, ряда публикаций в журналах.
Как переводчик, с 1989 года сотрудничала с издательствами «Полярис», «АСТ», «Эксмо», «Махаон», «Рипол-классик» и др. Перевела более 200 романов и сборников рассказов — произведения классиков научной фантастики и фэнтези (Айзек Азимов, Клиффорд Саймак, Роберт Хайнлайн, Роджер Желязны, Филипп Фармер и др.) и современных британских и американских прозаиков (Элизабет Гилберт, Ребекки Миллер, Криса Клива и др.).
Гастролировала в Германии, Франции, Польше, России, Израиле.
В последние годы Надежда Сосновская в студийной и концертной деятельности сотрудничает с аранжировщиком и композитором Александром Махнёвым.

### Музыкальные альбомы
- «Иносказание», 1999 , «Остров»
- «Воспоминания о плавании», 2000, «Остров»
- «Предупреждение детям», 2000, «Остров»
- «Семейный альбом», 2007, «АзиЯ+»
- «Невесомый», 2017, «АзиЯ+»
- «Блюз для старшего сына», 2018, , «АзиЯ+»
- «Рецепты счастья», 2018, «АзиЯ+»

### Поэтические сборники
- «Иносказание» — СПб, «Вита Нова», 2003
- «Побережье» — М., «УНИСЕРВ», 2015
- «Времена года» — М., «Каравелла», 2019
- «Пространство и время» — СПб., «Вита Нова», 2020
- «Карантинный дневник» — М., 2021

### Переводы
год неизвестен
- Арчи Гудвин «Империя наносит ответный удар, часть I» / «The Empire Strikes Back, part 1 #1» (комикс)

1991
- Клиффорд Саймак «Снова и снова» / «Time and Again» (1991, роман)

1992
- Айзек Азимов «Академия» / «Foundation» (1992, роман)
- Айзек Азимов «Академия и Империя» / «Foundation and Empire» (1992, роман)
- Айзек Азимов «Вторая Академия» / «Second Foundation» (1992, роман)

1993
- Клиффорд Саймак "Проект «Ватикан» / «Project Pope» (1993, роман)
- Роберт Хайнлайн «Меня зовут Фрайди» / «Friday» [= Фрайди] (1993, роман)

1994
- Айзек Азимов «Академия и Земля» / «Foundation and Earth» (1994, роман)
- Айзек Азимов «Академия на краю гибели» / «Foundation’s Edge» [= Край Академии] (1994, роман)
- Айзек Азимов «На пути к Академии» / «Forward the Foundation» (1994, роман)
- Айзек Азимов «Прелюдия к Академии» / «Prelude to Foundation» (1994, роман)
- Айзек Азимов «Будете довольны» / «Satisfaction Guaranteed» (1994, рассказ)
- Айзек Азимов «Давайте объединимся» / «Let’s Get Together» (1994, рассказ)
- Айзек Азимов «Думай!» / «Think!» [= Думайте!] (1994, рассказ)
- Айзек Азимов «Ленни» / «Lenny» (1994, рассказ)
- Айзек Азимов «Неожиданная победа» / «Victory Unintentional» (1994, рассказ)
- Айзек Азимов «Разрешимое противоречие» / «The Evitable Conflict» (1994, рассказ)
- Айзек Азимов «Салли» / «Sally» (1994, рассказ)

1995
- Пол Андерсон «Тау — Ноль» / «Tau Zero» (1995, роман)
- Стивен Мёрфи «Прошлое живо» / «The Future Shark Trilogy, part 2: Past Lives #43» (1995, комикс)

1996
- Роджер Желязны «Знак Единорога» / «Sign of the Unicorn» (1996, роман)
- Филип Фармер «В тела свои разбросанные вернитесь» / «To Your Scattered Bodies Go» (1996, роман)
- Стивен Мёрфи «Сегодня наступит завтра» / «The Future Shark Trilogy, part 3: Here Today, Gone Tomorrow #44» (1996, комикс)

1997
- Джеймс Уайт «Межзвездная неотложка» / «Code Blue — Emergency» (1997, роман)
- Уолтер Йон Уильямс «Имперская Реликвия» / «The Crown Jewels» (1997, роман)
- Уолтер Йон Уильямс «На крыльях удачи» / «House of Shards» (1997, роман)
- Уолтер Йон Уильямс «Престарелый Рок» / «Rock of Ages» (1997, роман)
- Брюс Джонс «Новая надежда, часть 1» / «A New Hope, part 1 #1» (1997, комикс)
- Брюс Джонс «Новая надежда, часть 2» / «A New Hope, part 2 #2» (1997, комикс)
- Брюс Джонс «Новая надежда, часть 3» / «A New Hope, part 3 #3» (1997, комикс)
- Брюс Джонс «Новая надежда, часть 4» / «A New Hope, part 4 #4» (1997, комикс)

1998
- Кристофер Сташефф «Маг-менестрель» / «The Secular Wizard» (1998, роман)
- Кристофер Сташефф «Маг-целитель» / «The Witch Doctor» (1998, роман)

1999
- Дэфид аб Хью «Артур-полководец» / «Arthur War Lord» (1999, роман)
- Джон Барнс «Вино богов» / «One for the Morning Glory» (1999, роман)
- Гордон Диксон «Восхитительная Вильфа» / «The Magnificent Wilf» (1999, роман)
- Кристофер Сташефф «Мой сын — маг» / «My Son, the Wizard» (1999, роман)
- Кристофер Сташефф «Шаман» / «The Shaman» (1999, роман)
- Джеймс Уайт «Врач-убийца» / «The Genocidal Healer» (1999, роман)
- Джеймс Уайт «Галактический шеф-повар» / «The Galactic Gourmet» (1999, роман)
- Джеймс Уайт «Окончательный диагноз» / «Final Diagnosis» (1999, роман)

2000
- Дэфид аб Хью «За далью волн» / «Far Beyond the Wave» (2000, роман)
- Том Арден «Танец Арлекина» / «The Harlequin’s Dance» (2000, роман)
- Роберт Асприн, Питер Хек «Шуттовские деньги» / «A Phule and His Money» (2000, роман)
- Ричард Кнаак «Повелитель крыс» / «Frostwing» (2000, роман)
- Джеймс Стоддард «Высокий Дом» / «The High House» (2000, роман)
- Джеймс Уайт «Звездный врач» / «Star Healer» (2000, роман)

2001
- Кристофер Сташефф «Волшебник не в своём уме» / «A Wizard in Mind» (2001, роман)
- Кристофер Сташефф «Маг с привидениями» / «The Haunted Wizard» (2001, роман)
- Кристофер Сташефф «Скорость побега» / «Escape Velocity» (2001, роман)
- Кристофер Сташефф «Чародей поневоле» / «The Warlock in Spite of Himself» (2001, роман)
- Джеймс Стоддард «Обманный Дом» / «The False House» (2001, роман)
- Джеймс Уайт «Космический психолог» / «Mind Changer» (2001, роман)

2002
- Том Арден «Король и королева мечей» / «The King and Queen of Swords» (2002, роман)
- Грег Бир «Академия и Хаос» / «Foundation and Chaos» (2002, роман)
- Кристофер Сташефф «Волшебник в мире» / «A Wizard in Peace» (2002, роман)
- Кристофер Сташефф «Король Кобольд» / «King Kobold Revived» (2002, роман)
- Кристофер Сташефф «Маг-крестоносец» / «The Crusading Wizard» (2002, роман)
- Кристофер Сташефф «Очарованный чародей» / «The Warlock Unlocked» (2002, роман)
- Джеймс Уайт «Двойной контакт» / «Double Contact» (2002, роман)
- Айзек Азимов «Когда-нибудь» / «Someday» (2002, рассказ)

2003
- Том Арден «Султан Луны и Звезд» / «Sultan of the Moon and Stars» (2003, роман)
- Роберт Асприн, Питер Хек «Дважды Шутт» / «Phule Me Twice» (2003, роман)
- Джон Барнс «Миллион открытых дверей» / «A Million Open Doors» (2003, роман)
- Кристофер Сташефф «Пока чародея не было дома» / «The Warlock Is Missing» (2003, роман)
- Кристофер Сташефф «Чародей в ярости» / «The Warlock Enraged» (2003, роман)
- Кристофер Сташефф «Чародей-еретик» / «The Warlock Heretical» (2003, роман)
- Кристофер Сташефф «Чародей-странник» / «The Warlock Wandering» (2003, роман)
- Джеймс Уайт «Звездолёт-неотложка» / «Recovery» (2003, повесть)
- Джеймс Уайт «Карантин» / «Quarantine» (2003, повесть)
- Джеймс Уайт «Совместная операция» / «Combined Operation» (2003, повесть)
- Джеймс Уайт «Инфекция» / «Contagion» (2003, рассказ)
- Джеймс Уайт «Исследование» / «Investigation» (2003, рассказ)
- Джеймс Уайт «Космическая птица» / «Spacebird» (2003, рассказ)
- Джеймс Уайт «Лекарство от любви» / «Countercharm» (2003, рассказ)
- Джеймс Уайт «Происшествие» / «Accident» (2003, рассказ)
- Джеймс Уайт «Уцелевший» / «Survivor» (2003, рассказ)
- Гэри Луи «Система классификации» / «The Classification System» (2003, статья)
- Гэри Луи «Хронология Космического госпиталя» / «Sector General Timeline» (2003, статья)
- Джеймс Уайт «Заметки по системе классификации» / «Notes on the Classification System» (2003, статья)
- Джеймс Уайт «Тайная история Космического Госпиталя» / «The Secret History of Sector General» (2003, статья)
- Джеймс Уайт «Скорая помощь» / «Ambulance Ship» (2003, сборник)
- Джеймс Уайт «Чрезвычайные происшествия» / «Sector General» (2003, сборник)

2004
- Джон Грегори Бетанкур «Хаос и Амбер» / «Chaos and Amber» (2004, роман)
- Скотт Вестерфельд «Вторжение в Империю» / «The Risen Empire» (2004, роман)
- Кристофер Сташефф «Маг и кошка» / «The Feline Wizard» (2004, роман)
- Кристофер Сташефф «Обезумевший чародей» / «The Warlock Insane» (2004, роман)
- Кристофер Сташефф «Спутник чародея» / «The Warlock’s Companion» (2004, роман)
- Кристофер Сташефф «Чародей и сын» / «Warlock and Son» (2004, роман)
- Кристофер Сташефф «Чародейский рок» / «The Warlock Rock» (2004, роман)

2005
- Роберт Асприн, Эстер Фриснер «Корпорация Богги» / «E. Godz» (2005, роман)
- Скотт Вестерфельд «Корабль для уничтожения миров» / «The Killing of Worlds» (2005, роман)
- Скотт Вестерфельд «Тайный час» / «The Secret Hour» (2005, роман)
- Нил Эшер «Звездный дракон» / «Gridlinked» (2005, роман)

2006
- Артур Кларк, Стивен Бакстер «Око Времени» / «Time’s Eye» (2006, роман)
- Артур Кларк, Стивен Бакстер «Свет иных дней» / «The Light of Other Days» (2006, роман)
- Андрэ Нортон, Шервуд Смит «Эхо времён» / «Echoes in time» (2006, роман)
- Артур Кларк, Стивен Бакстер «Послесловие» / «Afterword» (2006, статья)

2007
- Артур Кларк, Стивен Бакстер «Солнечная буря» / «Sunstorm» (2007, роман)
- Эндрюс Рассел «Икар» / «Icarus» (2007, роман)
- Роберт Хайнлайн, Спайдер Робинсон «Переменная звезда» / «Variable Star» (2007, роман)

2008
- Скотт Вестерфельд «Красавица» / «Pretties» [= Красивая] (2008, роман)
- Скотт Вестерфельд «Мятежная» / «Uglies» [= Уродина] (2008, роман)

2009
- Артур Кларк «Прелюдия к космосу» / «Prelude to Space» (2009, роман)
- Андрэ Нортон «Три руки для Скорпиона» / «Three Hands for Scorpio» (2009, роман)
- Морган Хауэлл «Дочь клана» / «Clan Daughter» (2009, роман)
- Морган Хауэлл «Собственность короля» / «King’s Property» (2009, роман)

2010
- Роберт Мазелло «Страж» / «Vigil» (2010, роман)
- Роберт Сойер «Вспомни, что будет» / «Flashforward» (2010, роман)
- Уоррен Фейхи «Фрагмент» / «Fragment» (2010, роман)
- Сэм Энтховен «Чёрная татуировка» / «The Black Tattoo» (2010, роман)

2011
- Скотт Вестерфельд «Особенная» / «Specials» (2011, роман)
- Скотт Вестерфельд «Экстра» / «Extras» (2011, роман)
- Артур Кларк «Молот Господень» / «The Hammer of God» (2011, роман)
- Эрик Ниланд «Слуги света, воины тьмы» / «Mortal Coils» (2011, роман)
- Джереми Робинсон «Гидра» / «Pulse» (2011, роман)
- Кэт Фоллз «Темный дар» / «Dark Life» (2011, роман)
- Мэтт Форбек, Джефф Грабб «Guild Wars. Призраки Аскалона» / «Ghosts of Ascalon» (2011, роман)

2012
- Артур Кларк, Фредерик Пол «Последняя теорема» / «The Last Theorem» (2012, роман)
- Кэт Фоллз «Водоворот» / «Rip Tide» (2012, роман)
- Артур Кларк «Первое предисловие. Говорит Артур Кларк» / «The First Preamble (The Last Theorem)» (2012, эссе)
- Фредерик Пол «Второе предисловие. Говорит Фредерик Пол» / «The Second Preamble (The Last Theorem)» (2012, эссе)
- Фредерик Пол, Артур Кларк «Третье предисловие. Атмосферные испытания» / «The Third Preamble: Atmospheric Testing» (2012, эссе)

2013
- Кэрол Гудман, Ли Слонимски «Взлет чёрного лебедя» / «Black Swan Rising» (2013, роман)
- Алма Катсу «Употребитель» / «The Taker» (2013, роман)
- Шеннон Макгвайр «Крайний срок» / «Deadline» (2013, роман)
- Кирстен Миллер «Вечные» / «Eternal Ones» (2013, роман)
- Кирстен Миллер «Все, чего ты желаешь» / «All You Desire» (2013, роман)
- Уоррен Фейхи «Храм демонов» / «Pandemonium» (2013, роман)

2014
- Александра Адорнетто «Небеса» / «Heaven» (2014, роман)
- Дебора Гири «Мой первый шабаш, или Элементарная магия» / «A Modern Witch» (2014, роман)
- Дебора Гири «Отдых в Новой Шотландии, или Сетевая магия» / «A Hidden Witch» (2014, роман)
- Кэти Кламп, К. Т. Адамс «Песнь демона» / «Demon Song» (2014, роман)
- Кэти Кламп, К. Т. Адамс «Песнь крови» / «Blood Song» (2014, роман)
- Кэти Кламп, К. Т. Адамс «Песнь сирены» / «Siren Song» (2014, роман)

2015
- Брайан Ламли «Путешествие Титуса Кроу» / «The Transition of Titus Crow» (2015, роман)
- Брайан Ламли «Путешествие в мир снов» / «The Clock of Dreams» (2015, роман)
- Брайан Ламли «Роющие землю» / «The Burrowers Beneath» (2015, роман)

2016
- Марк Фрост «Пророчество Паладина. Пробуждение» / «The Paladin Prophecy» (2016, роман)
- Тим Филлипс, Ребекка Клэйр «Игра престолов: Уроки для жизни и бизнеса» / «Game of Trones on Business: Strategy, morality and leadership lessons from the world’s most talked-about TV show» (2016)

2017
- Дженнифер Фэнер Уэллс «Цель» / «Fluency» (2017, роман)

2018
- Лив Константин «Последняя миссис Пэрриш» / «The Last Mrs. Parrish» (2018, роман)